# Sofie Olsen
Sofie Amalie Olsen (født 16. februar 1995 på Frederiksberg) er en tidligere dansk håndboldspiller. Hun har optrådt på det danske ungdomslandshold, hvor hun bl.a. har været med til at vinde U17 EM sølv, U18 VM guld og U20 VM bronze. Hun var i sæsonen 2016/17 med til at vinde 1. division med Ajax København inden hun skiftede til Nykøbing Falster Håndboldklub. I NFH var hun med til at vinde DHF's Landspokalturnering i 2018.
Da hun kom til Nykøbing Falster, var det planen at hun primært skulle være substitut til Japanske Ayaka Ikehara, men da Ikehara rev korsbåndet over i 2019 blev Sofie Olsen hurtigt førstevalget i klubben.
Efter sæsonen 2022-23 annoncerede hun, at hun satte karrieren på pause på ubestemt tid.